# Segur de Calafell
Segur de Calafell est une zone urbaine de la municipalité de Calafell, province de Tarragone (Espagne). Elle fut développée selon le concept de Cité-jardin dans le projet d'urbanisation du domaine de Sant Miquel appartenant à l'historique Quadra de Segur, laissé en héritage par le marquis d'Alfarrás à ses descendants Carmen et María Desvalls.

## Histoire
Durant la première moitié du XXe siècle, le domaine de Sant Miquel s'est dépeuplé, laissant seulement sur les constructions appelées Masía Vieja, Masía Nueva et l'église romane de San Miguel. La conception des plans originaux de la Segur est faite par l'architecte Manuel Baldrich Tibau durant les années 1940 et elle est autorisée le 21 décembre 1946 dans le plan d'urbanisme. L'évêque Gregorio Mondrego bénit les terres et inaugure la gare le 1er novembre 1947.
Durant les années 1960, les premières rues se construisent à côté de la route principale. À la fin des années 1970, le plan change vers le concept de la cité-jardin avec l'approbation des mairies successives et conduit à une série infinie de bâtiments face à la mer, le produit de la spéculation balnéaire. La croissance lui a valu le surnom de plus grande urbanisation en Europe.
La Segur est actuellement une zone urbaine appartenant à la municipalité de Calafell, dans la région du Bas Penedés.

## Situation et communications
Segur de Calafell est situé au nord de la municipalité de Calafell. Elle a sa propre gare et se trouve à 55 km de Barcelone et à seulement 25 km de Tarragone.
Comme il s'agit d'un quartier résidentiel construit il y a plus de 40 ans, ses réseaux de rues ne suivent pas un quadrillage comme celles que l'on peut trouver dans d'autres centres de population. Elles ont dû être adaptées aux maisons qui étaient déjà construites avant le développement de la cité-jardin.